# Charter Oak (Iowa)
Charter Oak é uma cidade localizada no estado americano de Iowa, no Condado de Crawford.

## Demografia
Segundo o censo americano de 2000, a sua população era de 530 habitantes.
Em 2006, foi estimada uma população de 523, um decréscimo de 7 (-1.3%).

## Geografia
De acordo com o United States Census Bureau tem uma área de
1,3 km², dos quais 1,3 km² cobertos por terra e 0,0 km² cobertos por água.

## Localidades na vizinhança
O diagrama seguinte representa as localidades num raio de 20 km ao redor de Charter Oak.